# Регионална експресна мрежа Ил-де-Франс
Регионална експресна мрежа Ил-де-Франс (фр. Réseau Express Régional, скраћено РЕР) је мрежа брзих железница у Паризу, околини и области Ил де Франса. Укупно 587 км управља пет линија, којима управљају две компаније. Линије А и Б заједно воде РАТП и СНЦФ, док линије Ц, Д и Е припадају СНЦФ-у.